# 스토 리리카
스토 리리카 (須藤 凜々花, 1996년 11월 23일 ~ )는 일본의 여성 아이돌 그룹 전 NMB48 팀N의 멤버이다. 도쿄도 출신이며, 전 Showtitle 소속.

## 활동
2013년
- 9월 22일, 동년 11월에 개최되는 《AKB48 그룹 드래프트 회의》 후보자 오디션에서 후보생의 한 사람으로서 선출된다.
- 11월 10일, 《AKB48 그룹 드래프트 회의》 제1라운드에서 SKE48 팀KII, SKE48 팀E, NMB48 팀N의 지명을 받아 추첨에 의한 NMB48 팀 N이 교섭권을 획득하였다[1].

2014년
- 3월 16일 NMB48 극장에서 열린 〈팀N 3rd Stage "여기에도 천사는 있다"〉 극장 공연으로 데뷔했다.
- 7월 16일, 망막박리로 모든 활동을 중단하고 휴식하였고, 극장 공연에 11월 4일에 복귀하였다.

2015년
- NMB48 11th 싱글 Don't look back!에 첫 선발로 들어가게 되고, 수록곡인 '니체 선배'에 센터로 발탁된다.
- NMB48 12th 싱글 ドリアン少年에 센터로 발탁된다.

2016년
- 3월 30일, 〈인생을 위험하게 살아라!〉라는 철학서를 발매하였다.
- AKB48 44th 싱글 翼はいらない로 AKB48 싱글에 첫 선발로 들어가게 된다.
- 5월부터 6월에 걸쳐 실시된 《AKB48 45th 싱글 선발 총선거》에서는 44위로, 넥스트 걸즈에 선출되었다[2].

2017년
- 5월부터 6월에 걸쳐 실시된 《AKB48 49th 싱글 선발 총선거》에서는 20위로, 언더 걸즈에 선출되었다. 그리고 결혼 발표를 했다[3].
- 8월 30일, NMB48 극장에서 행해진 졸업 공연을 기해 NMB48 팀N 졸업. 졸업 후에도 소속사에서 연예 활동을 계속 할 예정이다.

2019년
- 1월 31일, 연예계를 은퇴.

## 인물
- 좋아하는 만화는 원피스이다.
- 좋아하는 철학서도 원피스이다.
- AKB48 전 멤버인 사토 아미나의 1오시였다.

### NMB48 관련
- NMB48 멤버 중 유일하게 도쿄도 출신이다.

## NMB48에서의 참가곡

### 싱글 CD 선발곡
- 〈高嶺の林檎〉에 수록
  - 傘はいらない / 우산은 필요없어
- 〈らしくない〉에 수록
  - 休戦協定 / 휴전협정 - 팀N 명의
- Don't look back!
  - 恋愛ペテン師 / 연애사기꾼 - 팀N 명의
  - ニーチェ先輩 / 니체 선배 - 남바 여섯번째 철포대 명의
- ドリアン少年 / 두리안 소년
  - 命のへそ/ 생명의 배꼽 - 팀N 명의
- 〈Must be now〉에 수록
  - 片想いよりも思い出を… / 짝사랑보다도 추억을…
  - 夢に色がない理由 / 꿈에 색이 없는 이유 - 팀N 명의
- 甘噛み姫 / 달콤하게 씹는 공주
  - 儚い物語 / 덧없는 이야기 - 팀N 명의
  - 虹の作り方/ 무지개를 만드는 법
  - 道頓堀よ、泣かせてくれ!/ 도톤보리야, 울어줘!
- 僕はいない / 나는 없어
  - 空から愛が降って来る / 하늘에서 사랑이 내려와 - 팀N 명의
  - ショートカットの夏 / 숏컷의 여름

### 앨범 선발곡
- 《世界の中心は大阪や ～なんば自治区～ 세계의 중심은 오사카야 ~남바 자치구~》에 수록
  - 電車を降りる/ 전차에서 내리다 - 팀N 명의

### 극장 공연 유닛곡
팀N 3rd Stage 「여기에도 천사는 있다」 공연
- 何度も狙え！ / 몇 번이고 노려라!

## AKB48에서의 참가곡
- 〈君はメロディー〉에 수록
  - しがみついた青春/ 매달린 청춘 - NMB48 명의
- 翼はいらない
- 〈LOVE TRIP/しあわせを分けなさい〉에 수록
  - 進化してねえじゃん/ 진화하지 않았잖아 - 넥스트 걸즈 명의

## 출연

### 드라마
- AKB 호러나이트 아드레날린의 밤 (2015년 10월 29일, TV 아사히)
- 카바스카 학원 (2016년 10월 30일~, NTV) - 철학 역

### TV 프로그램
- AKB48 SHOW! (부정기 출연, NHK BS 프리미엄)
- NMB48의 비밀로 한계돌파! (부정기 출연, BS스카파)
- [YNN NMB48 CHANNEL] 스토 리리카 제공 - 선배! 놀아요! (2015년 6월 5일~)
- 오늘 밤 비교해보았습니다 (2015년 7월 7일, 닛폰 TV)
- NMB48 스토 리리카의 마작 진심 배틀! (2015년 8월 8일~ , TBS 채널 1)
- 다운타운DX (2015년 8월 13일, 닛폰 TV)
- 춤추는! 산마저택!! (2015년 10월 6일, 닛폰 TV)

### 라디오
- 유밍과 루리링의 정글레이디 OH! (2015년 3월 15일, YES.fm )
- 안땅과 미레의 정글레이디 OH! (2015년 5월 5일, YES.fm )
- 마이치와 테루미의 정글레이디 OH! (2015년 6월 15일, YES.fm )
- NMB48의 방과 후 뉴스 (2015년 8월 5일· 9월 9일· 11월 4일, KBS)
- 루리링과 나루의 정글레이디 OH! (2015년 10월 5일, YES.fm )
- NMB48의 TEPPEN 라디오 (2015년 10월 13일, MBS-R)